# حفرة القحف الأمامية
حفرة القحف الأمامية هي انخفاض في قاعدة الجمجمة تضم الفصين الجبهيين البارزين في الدماغ. تتكون الحفرة من الجزء المحجري من العظم الجبهي والصفيحة المصفوية في العظم الغربالي والجناحين الصغيرين للعظم الوتدي.
يتحدد الجزء الخلفي من حفرة القحف الأمامية بواسطة الجناحين الصغيرين للعظم الوتدي والحواف الأمامية للتلم التصالبي.
الجناحين الصغيرين للعظم الوتدي يفصلان حفرة القحف الأمامية عن حفرة القحف المتوسطة.

## صور إضافية

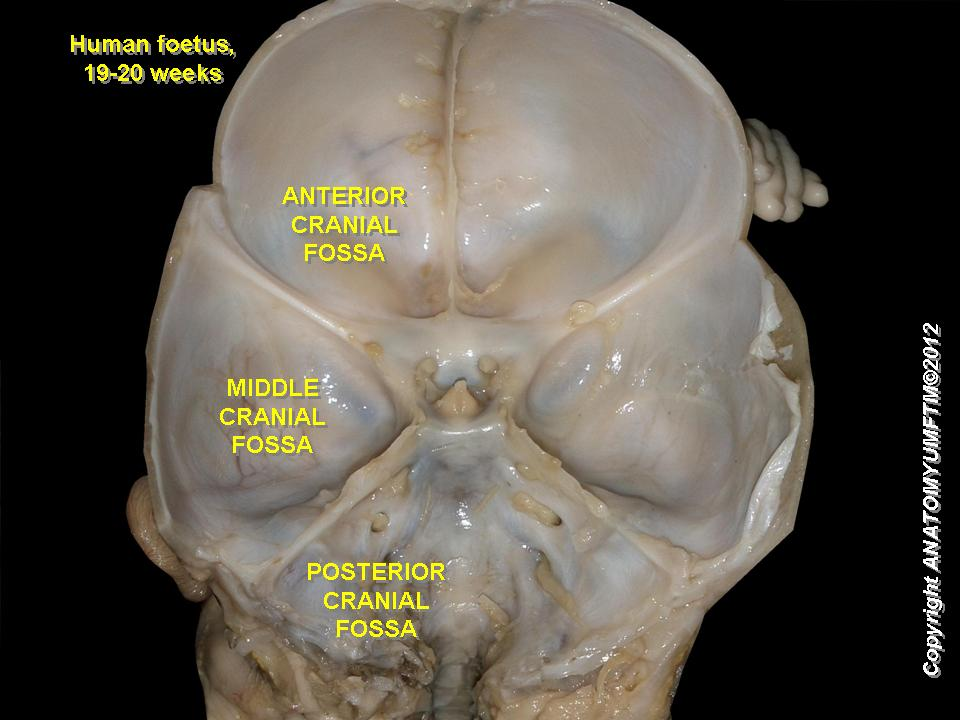
حفرة القحف الأمامية لجنين
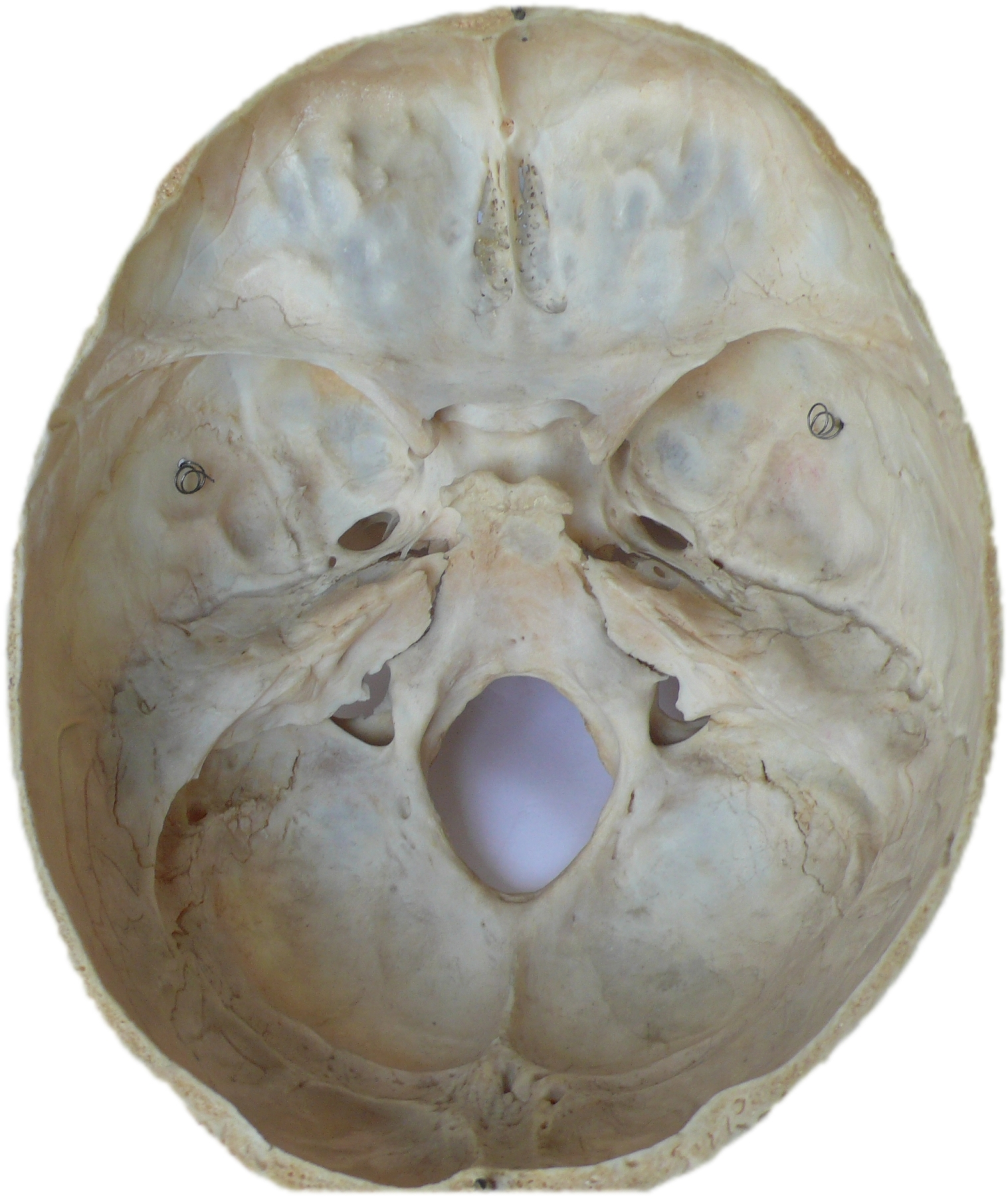
قاعدة الجمجمة
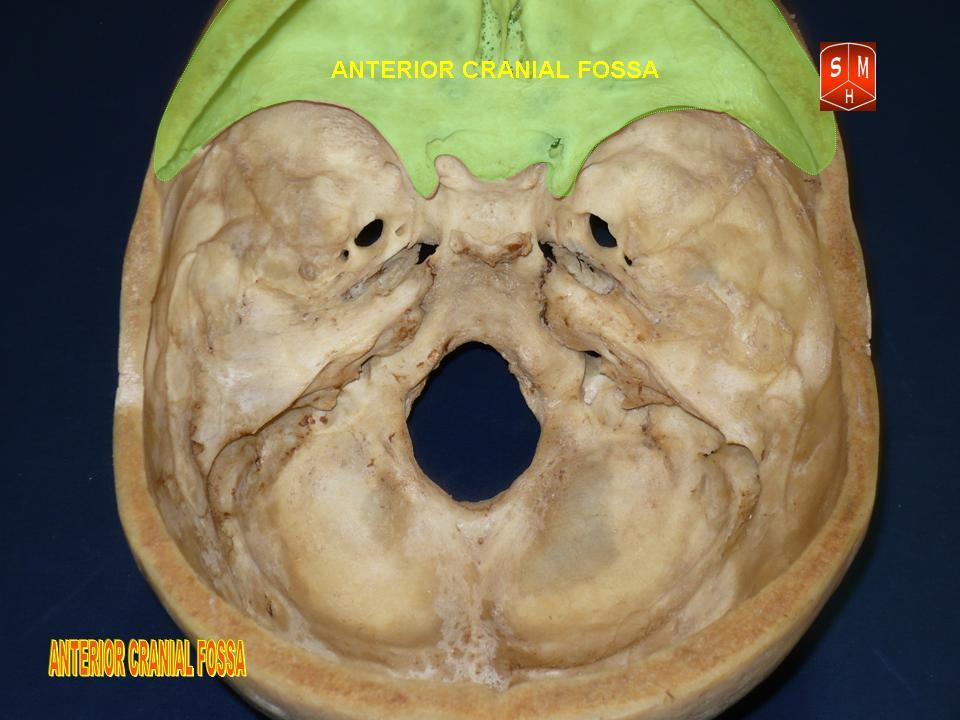
حفرة القحف الأمامية
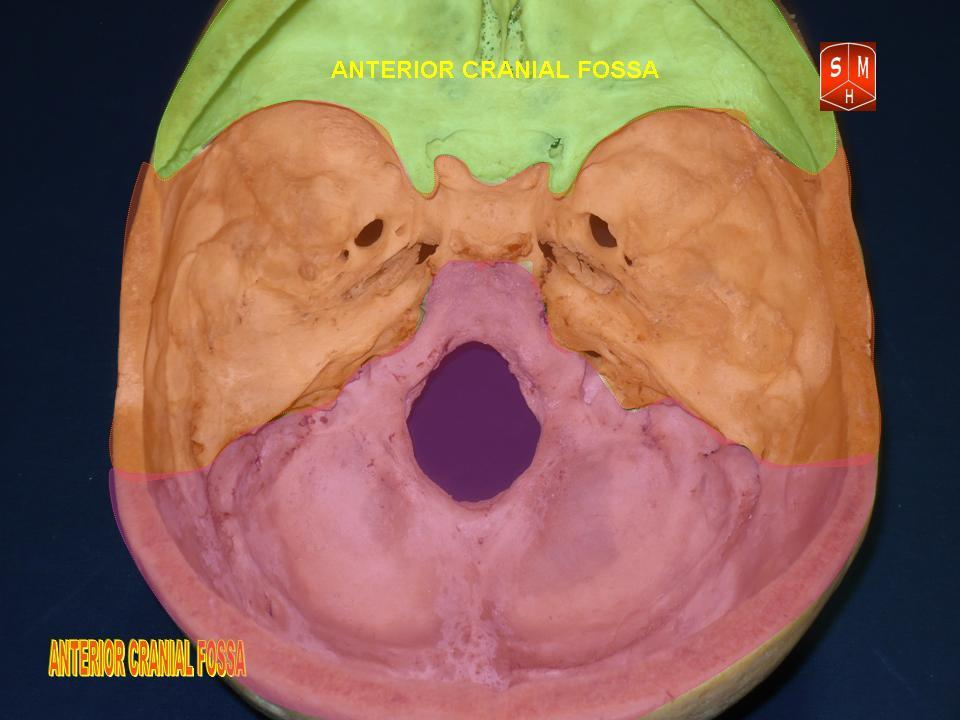
حفرة القحف الأمامية
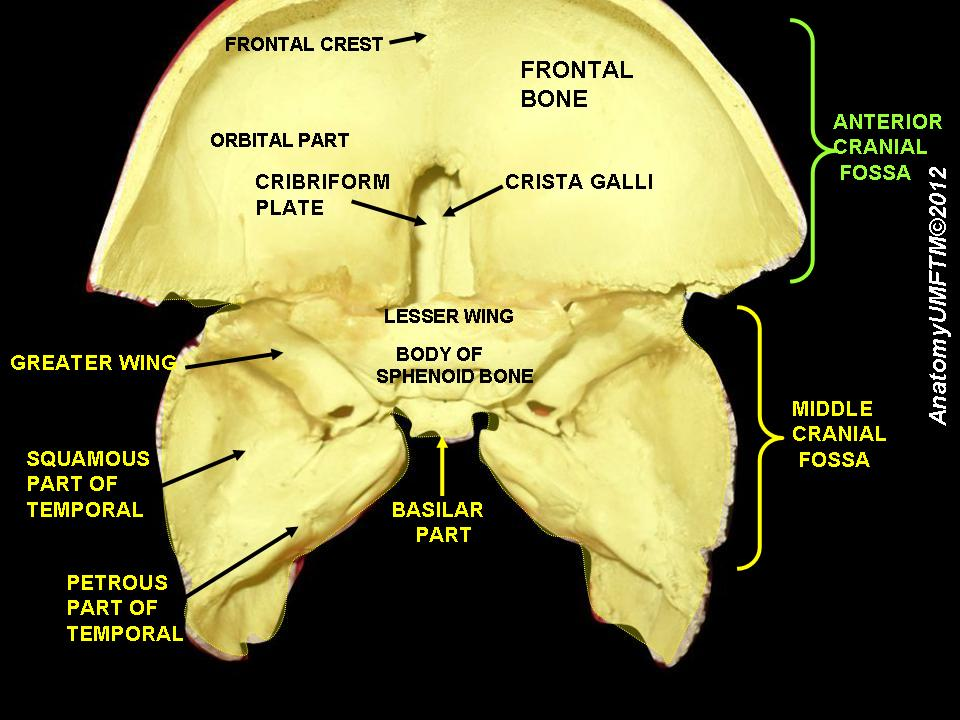
حفرة القحف الأمامية